# Józef Zagor
Józef Zagor (ur. 16 listopada 1940 w Derle) – polski jeździec, trener i olimpijczyk z Moskwy 1980.
Jeździecki samouk. Startował w skokach, WKKW i w ujeżdżeniu, w której to dyscyplinie odnosił największe sukcesy. Kilkukrotny medalista mistrzostw Polski w ujeżdżeniu (na koniu Helios):
- złoty medal w latach 1978, 1980,
- srebrny medal w roku 1977,
- brązowy medal w latach 1981 – 1984.

Zdobył również tytuł wicemistrza Polski w WKKW w roku 1973.
Na igrzyskach olimpijskich w roku 1980 w Moskwie na koniu Helios zajął 10. miejsce w konkursie indywidualnym ujeżdżenia, a w konkursie drużynowym wraz z Elżbietą Morciniec i Wandą Wąsowską Polska zajęła 4. miejsce.
Już w trakcie kariery zawodniczej dużo czasu poświęcał szkoleniu młodzieży. W latach 1976 – 1987 był trenerem kadry narodowej juniorów.